# Jewgeni Igorewitsch Schljakow
Jewgeni Igorewitsch Schljakow (russisch Евгений Игоревич Шляков; * 30. August 1991 in Brjansk) ist ein russischer Fußballspieler.

## Karriere

### Verein
Schljakow begann seine Karriere bei Dynamo Brjansk. Zur Saison 2009 rückte er in den Kader der ersten Mannschaft des Drittligisten. In der Saison 2009 kam er zu 13 Einsätzen in der Perwenstwo PFL, mit Brjansk stieg er zu Saisonende in die Perwenstwo FNL auf. Im April 2010 gab er dann sein Zweitligadebüt. In seiner ersten Zweitligaspielzeit kam er zu elf Zweitligaeinsätzen. In der Saison 2011/12 kam er zu 15 Einsätzen, ehe er im Februar 2012 an den Drittligisten FK Tjumen verliehen wurde. Für Tjumen machte er während der Leihe zu acht Einsätzen in der PFL.
Zur Saison 2012/13 kehrte Schljakow nicht mehr nach Brjansk zurück, sondern wechselte zum Drittligisten Dnepr Smolensk. Für Smolensk spielte er 18 Mal. Zur Saison 2013/14 zog der Verteidiger zum ebenfalls drittklassigen Wolgar Astrachan weiter. In Astrachan kam er bis zur Winterpause zu zehn Einsätzen. In der Winterpause kehrte er leihweise nach Brjansk zurück, das mittlerweile wieder in die dritte Liga abgestiegen war. Für Dynamo spielte er nun fünfmal in der PFL.
Zur Saison 2014/15 kehrte er nach dem Ende der Leihe nicht mehr zu Wolgar zurück, er wechselte weiter innerhalb der PFL zu Kamas Nabereschnyje Tschelny. Für Kamas kam er bis Saisonende zu 24 Drittligaeinsätzen, mit dem Klub stieg er zu Saisonende in die FNL auf. Für die Tataren kam er in der Saison 2015/16 zu 24 Zweitligaeinsätzen, mit Kamas stieg er direkt wieder in die PFL ab.
Schljakow blieb allerdings in der FNL und wechselte zur Saison 2016/17 zum FK Tambow. In seiner ersten Spielzeit in Tambow kam er zu 35 Einsätzen. In der Saison 2017/18 spielte er 33 Mal, in der Saison 2018/19 24 Mal in der FNL. 2019 stieg er mit Tambow in die Premjer-Liga auf. Nach dem Aufstieg wurde er zur Saison 2019/20 allerdings an den Zweitligisten FK SKA-Chabarowsk verliehen. Bis zur Winterpause machte er 19 Zweitligapartien. Im Januar 2020 kehrte er wieder nach Tambow zurück. Dort gab er dann im März 2020 gegen Krylja Sowetow Samara sein Debüt in der höchsten russischen Spielklasse. Bis Saisonende kam er zu sieben Einsätzen im Oberhaus.
Nach weiteren 16 Einsätzen bis zur Winterpause 2020/21 wechselte der Außenverteidiger im Januar 2021 nach Rumänien zu UTA Arad. Für Arad spielte er bis Saisonende 19 Mal in der Liga 1. In der Saison 2021/22 absolvierte er 33 Partien in der ersten rumänischen Liga. Zur Saison 2022/23 kehrte Schljakow wieder nach Russland zurück und schloss sich dem FK Fakel Woronesch an. Nach zehn Einsätzen in der Premjer-Liga verließ er Woronesch aber bereits im Dezember 2022 wieder. Daraufhin wechselte er im Januar 2023 zum Ligakonkurrenten Torpedo Moskau. Für Torpedo kam er bis Saisonende zu acht Einsätzen in der Premjer-Liga, aus der er mit dem Team aber abstieg.
Anschließend spielte er zu Beginn der Saison 2023/24 noch siebenmal in der FNL, ehe er im September 2023 zum Ligakonkurrenten Wolgar Astrachan zurückkehrte.

### Nationalmannschaft
Schljakow spielte im Januar 2012 fünfmal für die russische U-21-Auswahl.